# Corinne Allal
Corinne Allal (Tunis, 11 maart 1955 – Ramat Gan, 11 december 2024) was een Israëlische rockzangeres, componiste, muziekproducente, gitariste en tekstdichter.
Allal immigreerde naar Israël, uit haar geboorteland Tunesië, toen zij acht jaar oud was. Zij woonde eerste in Netanya en daarna in Herzliyya. Vanaf jonge leeftijd speelde ze gitaar en trad zij op.

## Jaren 1970
Haar militaire dienst voltooide ze in diverse legerbands. De voornaamste hiervan, 'zuidelijk commando', verliet ze omdat ze weigerde te dansen. In de 'ingenieursband' trad ze op met Yehudit Ravitz, met wie ze later een tweevrouwshow ontplooide.
Gedurende de resterende jaren zeventig trad ze voornamelijk op als gitariste, nam ze af een toe een liedje op en verzorgde ze begeleidende vocals voor anderen.

## Jaren 1980
In 1980 nam zij het succesnummer ani mishtaga'at (gek word ik) op, maar wegens een ernstige ziekte moest ze het gitaarspel enige jaren staken. Ze benutte haar tijd met een studie aan de muziekacademie en het componeren, bewerken en produceren van muziek voor andere artiesten.
In 1984 kwam haar eerste album, Corinne Allal, uit. In 1986 nam zij haar tweede album op, perot asoeriem (verboden vruchten), geïnspireerd door de oorlog in Libanon. Tijdens een optreden in Nederland ontstond het idee het liedje Amsterdam van Jacques Brel op te nemen. Het album verscheen in 1987. Haar volgende album, Antarctica (1989), werd geproduceerd door Yehudit Ravitz en was een commercieel succes.

## Jaren 1990
Antarctica wordt opgevolgd in 1990 door Sfat imi (mijn moedertaal, namelijk Frans), die dan al een succesvolle show is. Sfat imi omvat origineel materiaal, waaronder haar grootste hit een li erets acheret (ik heb geen ander land) en vertaalde liedjes uit het Frans, die onder andere door Edith Piaf vertolkt zijn.
Tijdens de Golfoorlog onderbreekt zij haar show en treedt zij op met haar grootste hits. In 1991 komt opnieuw een album uit dat Ravitz produceerde, zan nadier (een zeldzaam soort). In 1992 treedt zij op met Eurovisiesongfestivalwinnares Gali Atari. Gali Atari zingt Allals composities, met stemmen en gitaarbegeleiding van de componiste. In 1997 verschijnt Allals album kesheze amok (als het diep is).

## Jaren 2000
In 2001 maakt zij haar lesbische voorkeur publiekelijk. Twee jaar later gaf haar partner en manager geboorte aan hun gemeenschappelijke zoon, Omer.
Ook in 2003 werd haar de Acumprijs toegekend voor haar levensproject in de Hebreeuwse zang en was zij lid van een officiële delegatie naar India om culturele betrekkingen tussen de twee landen te bezegelen en te versterken.
In 2004 komt haar achtste album uit, hakachol sjel hasjamajiem (het blauw van de lucht). Ondanks dat Allal te boek staat als linkse musicus en lesbienne, maakten rechts-religieuze activisten in het begin van de 21e eeuw dankbaar gebruik van haar liedje een li erets acheret (ik heb geen ander land). Het liedje was een ware hit bij het verzet in 2004-2005 tegen het plan van Ariel Sharon de Gazastrook van Israëlische nederzettingen te ontruimen.
Allal overleed op 11 december 2024 op 69-jarige leeftijd aan kanker.
- Gemeinsame Normdatei: 1351028782
- International Standard Name Identifier: 0000 0000 7017 4576
- Library of Congress Control Number: n2011087910
- MusicBrainz: d0feb19b-5d90-4ad2-ac4a-12d04b1cc488
- Nationale Bibliotheek van Israël: 987007300249205171
- Virtual International Authority File: 97325070